# 大臣官房
大臣官房（日语：／ Daijin kanbō */?）是日本行政機關中，內閣府及各省必定設置的內部部局之一。設於廳內的稱為長官官房。

## 概要
大臣官房是掌管府省廳組織管理、內部部局間聯絡協調等業務的頭號部局，相當於總務局。但內閣依內閣法規定設置的內閣官房，與大臣官房不同（責任者為內閣官房長官）。一般英譯為Minister's Secretariat或Secretariat of the Minister（大臣秘書處）。

## 掌管事務
大臣官房（長官官房）所掌事務由各府省組織令規定，共同事務如下。
- 機密相關事務
- 保管大臣（長官）官印及省（廳）印
- 職員職階、任免、津貼、懲戒、職責與其他人事相關教育訓練
- 執掌業務的綜合協調
- 審査法令案等官方文件
- 國會聯絡
- 接收、發送、編輯與保存官方文件
- 公共關係
- 資訊公開
- 機構及員額相關事務
- 行政考査
- 經費與收入預算、結算及會計等會計監査
- 國有財產及物品管理
- 職員衛生、醫療等
- 政策評估
- 非屬內部部局掌管之事務

## 大臣官房列表
- 內閣府大臣官房
- 總務省大臣官房
- 法務省大臣官房
- 外務省大臣官房
- 財務省大臣官房
- 文部科學省大臣官房（日语：文部科学省大臣官房）
- 厚生勞動省大臣官房（日语：厚生労働省大臣官房）
- 農林水產省大臣官房
- 經濟產業省大臣官房（日语：経済産業省大臣官房）
- 國土交通省大臣官房
- 環境省大臣官房（日语：環境省大臣官房）
- 防衛省大臣官房
- 警察廳長官官房（日语：警察庁長官官房）
- 防衛裝備廳長官官房（不設官房長）
- 宮內廳長官官房（日语：宮内庁長官官房）（不設官房長）
- 公正取引委員會事務總局官房（日语：公正取引委員会事務総局官房）（不設官房長）
- 國稅廳長官官房（不設官房長）
- 文化廳長官官房（不設官房長）
- 資源能源廳長官官房（不設官房長）
- 中小企業廳長官官房（不設官房長）
- 會計檢查院事務總長官房（不設官房長）

## 備註

### 官房長
- 國家行政官廳的局、部、課，法律強制要求需設首長作為責任者（局長、部長、課長），但作為局處之首的官房並無強制設立官房長。
- 大臣（長官）官房做為部局之首，其秘書、總務、會計等三課課長（合稱官房三課長（日语：官房三課長））與各局課長不同，是晉升最高幹部的必經之路。
- 介在事務次官（或廳的次長、警察廳的長官）與官房三課長之間的官房長並不是必要職階，因此內閣府設置法與國家行政組織法無強制規定各府省廳需設官房長，而是由個別政令規定（實際上中央省廳再編後所有府省皆設有官房長）。
- 廳的長官官房並不一定設有官房長，如國稅廳（設2名官房審議官）等。此時，長官官房由廳的次長直接監督。

### 官房的設置
- 內閣府本府與各省必須設置大臣官房，廳則不強制設置。有些廳是以總務部等部局替代。
- 未設長官官房的實例有金融廳（總務企劃局）、消防廳（具有官房角色的課設為廳直屬課）、公安调查厅與海上保安廳（總務部）、林野廳與水產廳（由林政部、漁政部等頭號部局擔任）等。
- 宮內廳非內閣府設置法上的外局，但設有長官官房（不設官房長，配置官房審議官）。警察廳也非國家行政組織法上的外局，但也有長官官房及官房長。
- 行政委員會（日语：行政委員会）中，公正取引委員會設有事務總局官房（不設官房長）。人事院由事務總長直屬的總務課、人事課、會計課等合稱「官房部局」。另外從內閣獨立的憲法機關會計檢查院設有事務總長官房（不設官房長，配置總括審議官）。

### 官房的名稱
- 中央省廳再編時，新府省廳的官房以「府省廳名＋大臣官房（長官官房）」命名，如「內閣府大臣官房」、「總務省大臣官房」、「防衛廳長官官房」。舊府省時代則以「大臣職名＋官房」為主要名稱，也就是省略「府、省」等字，如「內閣總理大臣官房」、「法務大臣官房」。
- 大藏省、文部省、厚生省、運輸省4省將「省」加入官房正式名稱，但由於是少數派，法令條文或議院事務局與其他官廳公文書上仍多將「省」字省略（如：大藏省大臣官房寫作大藏大臣官房）。

### 地方長官官房
1947年地方自治法實施以前的地方行政官廳（府縣、東京都、北海道廳、樺太廳）也設有官房，府縣官房稱為知事官房，東京都、北海道廳、樺太廳稱為長官官房。

### 局長官房
北海道開發廳的地方支分部局北海道開發局，在2001年中央省廳再編以前設有「局長官房」。北海道開發廳人員多半在北海道開發局，因此本廳沒有長官官房。省廳再編後開發局成為國土交通省地方支分部局，局長官房改稱「開發監理部」。

## 外部連結
- 法務省大臣官房（页面存档备份，存于）